# Selección de fútbol sub-20 de Sudán del Sur
La Selección de fútbol sub-20 de Sudán del Sur es el equipo que representa al país en el Mundial Sub-20 y en el Campeonato Juvenil Africano; y es controlado por la Asociación de Fútbol de Sudán del Sur.

## Participaciones

### Mundial Sub-20
| Año   | Ronda        | J            | G            | E            | P            | GF           | GC           |
| ----- | ------------ | ------------ | ------------ | ------------ | ------------ | ------------ | ------------ |
| 2015  | No clasificó | No clasificó | No clasificó | No clasificó | No clasificó | No clasificó | No clasificó |
| Total | 0/1          | 0            | 0            | 0            | 0            | 0            | 0            |

### Campeonato Juvenil Africano
| Copa Africana de Naciones Sub-20 | Copa Africana de Naciones Sub-20 | Copa Africana de Naciones Sub-20 | Copa Africana de Naciones Sub-20 | Copa Africana de Naciones Sub-20 | Copa Africana de Naciones Sub-20 | Copa Africana de Naciones Sub-20 | Copa Africana de Naciones Sub-20 |
| Año                              | Resultado                        | J                                | G                                | E                                | P                                | GF                               | GC                               |
| -------------------------------- | -------------------------------- | -------------------------------- | -------------------------------- | -------------------------------- | -------------------------------- | -------------------------------- | -------------------------------- |
| 2015                             | Abandonó el torneo               | Abandonó el torneo               | Abandonó el torneo               | Abandonó el torneo               | Abandonó el torneo               | Abandonó el torneo               | Abandonó el torneo               |
| 2017                             | No participó                     | No participó                     | No participó                     | No participó                     | No participó                     | No participó                     | No participó                     |
| 2019                             | No clasificó                     | No clasificó                     | No clasificó                     | No clasificó                     | No clasificó                     | No clasificó                     | No clasificó                     |
| 2021                             | No clasificó                     | No clasificó                     | No clasificó                     | No clasificó                     | No clasificó                     | No clasificó                     | No clasificó                     |
| Total                            | 0/1                              | -                                | -                                | -                                | -                                | -                                | -                                |